# Alfred Bickel
Alfred Fredy Bickel (ur. 12 maja 1918 w Eppstein, Niemcy, zm. 18 sierpnia 1999 w Zurychu) – szwajcarski piłkarz grający na pozycji napastnika. Legenda Grasshopper Club.
Bickel jest jednym z zaledwie dwóch piłkarzy (drugim był Szwed Erik Nilsson), którzy w finałach mistrzostw świata grali przed i po II wojnie światowej. W Grasshoppers grał przez 20 lat, od połowy lat 30. do połowy lat 50. W lidze zdobył 202 gole w ponad 400 spotkaniach. Siedmiokrotnie był mistrzem Szwajcarii, zdobywał puchar tego kraju. W 1953 został wybrany sportowcem roku w Szwajcarii.
W reprezentacji Szwajcarii w latach 1936–1954 zagrał 71 razy i strzelił 15 bramek. Podczas MŚ 38 zagrał w trzech spotkaniu i zdobył jedną bramkę. Dwanaście lat później był kapitanem zespołu.